# 愛知県道504号・静岡県道294号御園浦川停車場線
愛知県道504号・静岡県道294号御園浦川停車場線（あいちけんどう504ごう・しずおかけんどう294ごう みそのうらかわていしゃじょうせん）は、愛知県北設楽郡東栄町から静岡県浜松市天竜区佐久間町に至る一般県道である。

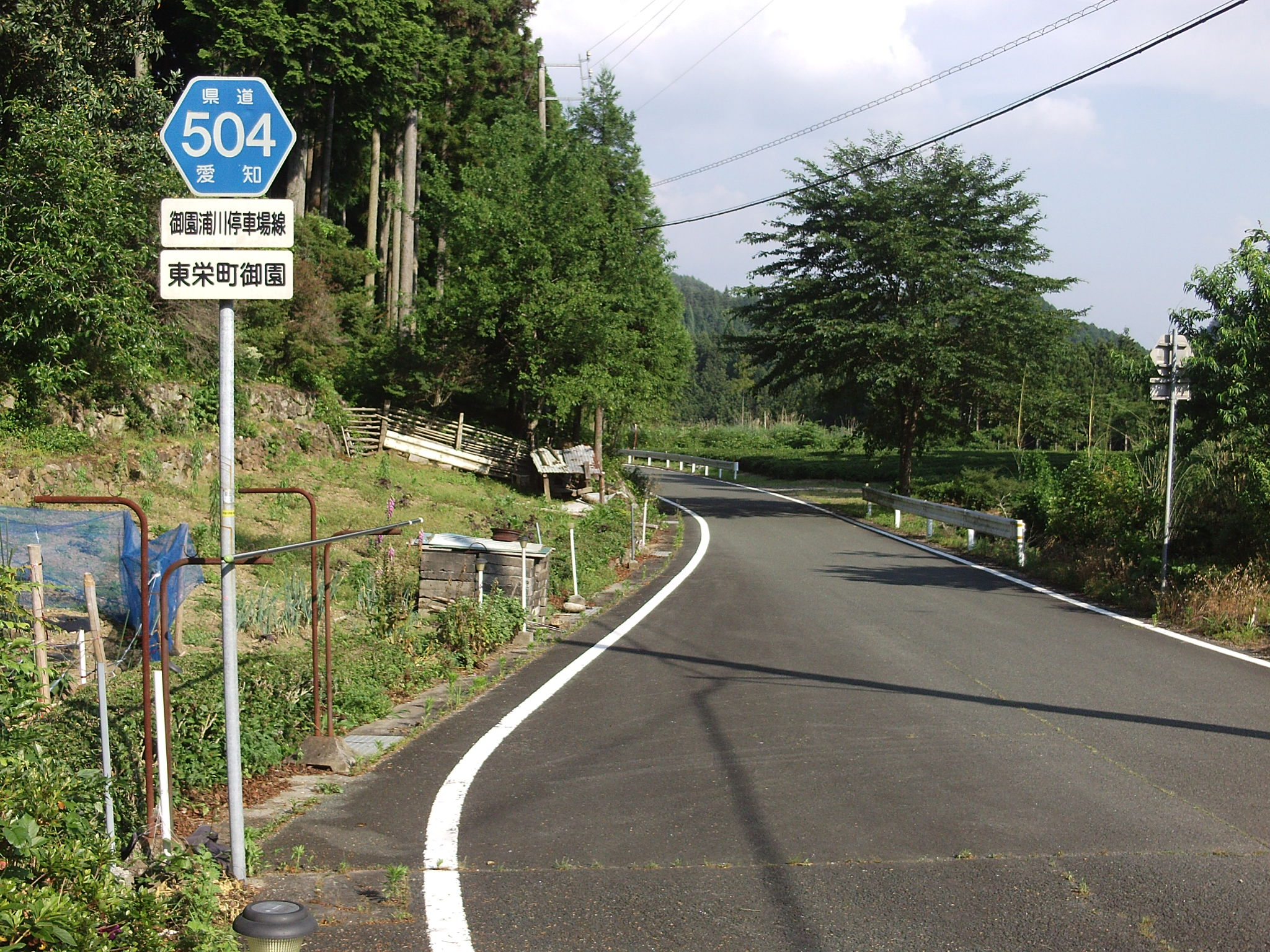
起点の御園。スターフォレスト御園（御園天文台）を通り過ぎる付近まではこの県道を通って行くことができるが、起点から2.5kmの場所で通行止めとなり、その先の下り斜面は道路が全く整備されていない。

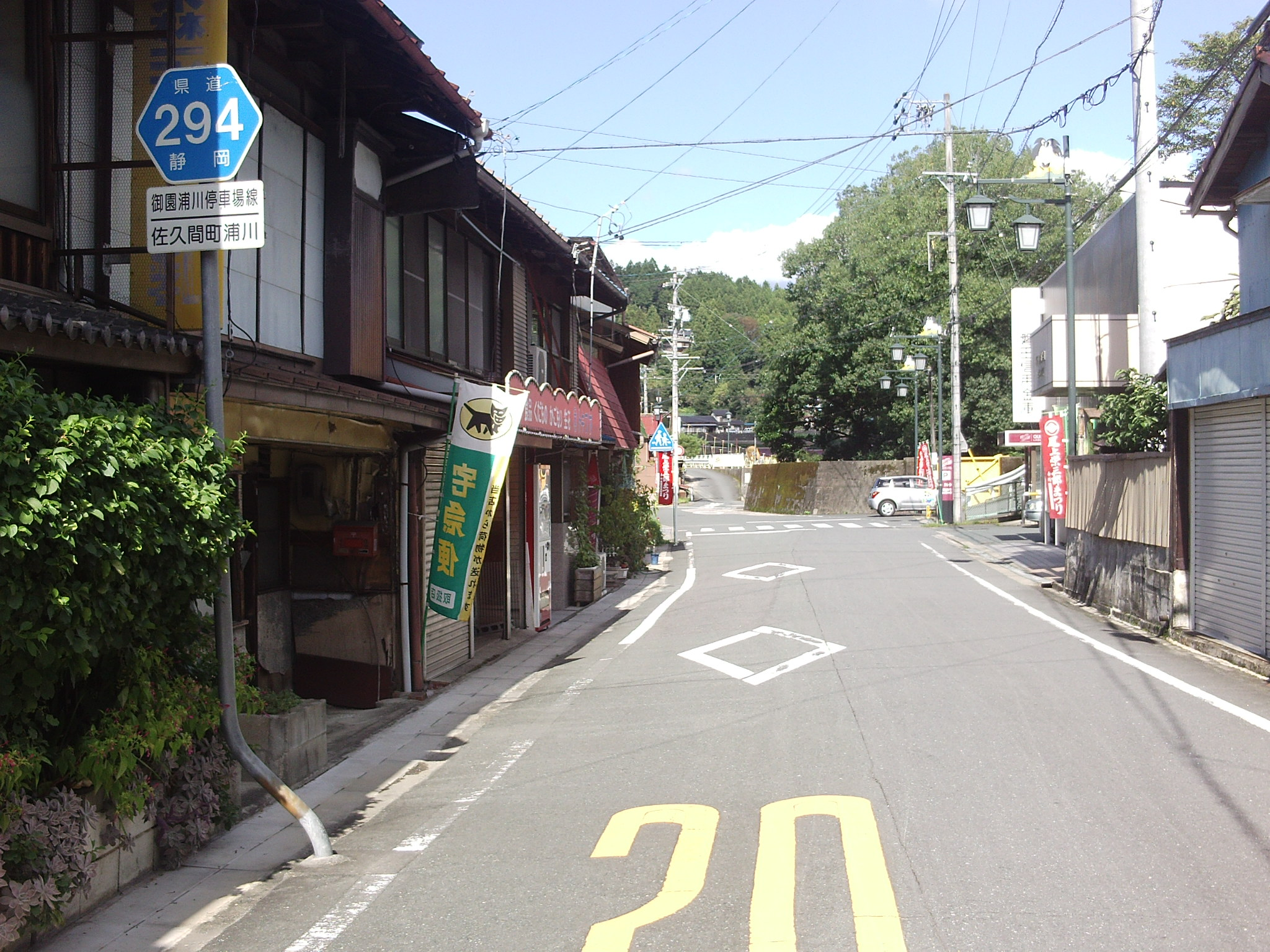
佐久間町（現･浜松市天竜区）の浦川にて。浦川停車場付近の通り。

## 概要
この道路は途中、東栄町内の山越え区間が未開通のため、起点から浦川駅にこの道だけを使って行くことはできない。

### 路線データ
- 起点：愛知県北設楽郡東栄町御園（愛知県道74号阿南東栄線交点）
- 終点：静岡県浜松市天竜区佐久間町浦川（浦川停車場）
- 計画延長11.6km（愛知県内9.6km、静岡県内2.0km）

## 通過する自治体
- 愛知県
  - 北設楽郡東栄町
- 静岡県
  - 浜松市（天竜区）

## 沿革
- 1959年12月15日 認定

## 接続する道路
- 愛知県道74号阿南東栄線（東栄町御園地内）

この間に未開通区間あり
- 国道473号（東栄町西薗目地内：常盤橋西詰 - 佐久間町錦橋交差点で重複）
- 静岡県道293号古真立佐久間線（佐久間町浦川地内：大千瀬橋西詰）
- 静岡県道1号飯田富山佐久間線（錦橋交差点 - 浦川駅付近で重複）

## 沿線周辺
- 東栄町森林体験交流センター（スターフォレスト御園）
  - 御園天文台
- 浜松市立浦川小学校
- JR飯田線 浦川駅